# Viareggio
Viareggio ('kungsvägen')  är en ort och kommun i provinsen Lucca i regionen Toscana i Italien. Kommunen hade 62 056 invånare (2018) och är därmed den största orten i området Versilia, den norra delen av den toskanska rivieran, och den näst största staden i provinsen Lucca. Viareggio gränsar till kommunerna Camaiore, Massarosa och Vecchiano. Staden är känd som badort och för dess karneval, som hållits sedan 1873.
Stadens rötter sträcker sig tillbaka till första halvan av 1500-talet, då den var republiken Luccas enda hamn. Stadens äldsta byggnad, Torre Matilde, byggdes 1541 av luccheserna som ett försvar mot korsarerna.
Viareggio är även industriellt framstående, och dess skeppsvarv har världsrykte. Även fiske och blomsterodling är viktiga näringsfång.
Viareggio är även värd för Premio letterario Viareggio Répaci, ett prestigefyllt litteraturpris instiftat 1929, och Gaberfestivalen, som hållits i augusti varje år sedan 2004 i åminnelse av Giorgio Gaber, som lockar flera framstående italienska musiker.